# IFK Arvika
IFK Arvika var en idrottsförening i Arvika i Värmlands län, bildad 1962. Föreningen bildades 1962 genom sammanslagning av Arvika BK (bildad 1918), Arvika FF (1951) och Arvika HC (1960). Initialt ägnade sig föreningen åt fotboll och ishockey men ishockeysektionen bröt sig ur klubben 1971 och (åter-) bildade Arvika HC.

## Fotboll
IFK spelade sina hemmamatcher på Viksvallen och från 1976 på Solviksvallen
Laget spelade i division 3 1962-1966 och sedan i näst högsta serien, division 2, 1967-1972. Därefter spelade laget i lägre serier. Den 18 januari 1988 slogs IFK Arvika samman med Arvika FK och bildade IK Arvika Fotboll.

### Serieplaceringar[2]
| Säsong | Placering | Serie                          | Anmärkning |
| ------ | --------- | ------------------------------ | ---------- |
| 1962   | 4 av 12   | Division 3 västra Svealand     |            |
| 1963   | 2 av 12   | Division 3 västra Svealand     |            |
| 1964   | 2 av 12   | Division 3 västra Svealand     |            |
| 1965   | 5 av 12   | Division 3 västra Svealand     |            |
| 1966   | 1 av 12   | Division 3 västra Svealand     | Uppflyttad |
| 1967   | 7 av 12   | Division 2 Svealand            |            |
| 1968   | 9 av 12   | Division 2 norra Götaland      |            |
| 1969   | 8 av 12   | Division 2 norra Götaland      |            |
| 1970   | 9 av 12   | Division 2 norra Götaland      |            |
| 1971   | 5 av 12   | Division 2 norra Götaland      |            |
| 1972   | 9 av 12   | Division mellersta             | Nedflyttad |
| 1973   | 3 av 12   | Division 3 nordvästra Götaland |            |
| 1974   | 1 av 12   | Division 3 västra Svealand     |            |
| 1975   | 12 av 12  | Division 3 västra Svealand     | Nedflyttad |
| 1976   | 1 av 12   | Division 4 Värmland            | Uppflyttad |
| 1977   | 6 av 12   | Division 3 nordvästra Götaland |            |
| 1978   | 9 av 12   | Division 3 västra Götaland     |            |
| 1979   | 6 av 12   | Division 3 västra Götaland     |            |
| 1980   | 4 av 12   | Division 3 västra Götaland     |            |
| 1981   | 5 av 12   | Division 3 västra Götaland     |            |
| 1982   | 8 av 12   | Division 3 västra Götaland     |            |
| 1983   | 12 av 12  | Division 3 västra Götaland     | Nedflyttad |
| 1984   | 10 av 12  | Division 4 Värmland            |            |
| 1985   | 9 av 12   | Division 4 Värmland            |            |
| 1986   | 7 av 12   | Division 5 Värmland västra     |            |
| 1987   | 10 av 12  | Division 5 Värmland norra      |            |

### Fotnoter
1. ↑  http://www.skovdeik.se/files/opponents/IFK_Arvika.pdf
2. 1 2 3  http://www.svenskafotbollsklubbar.se/showclub.php?clubid=150
3. 1 2  https://www.laget.se/ArvikaFotboll/Page/110249
4. ↑  http://www.aik.se/fotboll/statistik/opponent.php?id=1114